# Przegląd (czasopismo)
Przegląd – tygodnik społeczno-polityczny wydawany od 20 grudnia 1999 w Warszawie.

## Historia i działalność
Czasopismo kontynuuje tradycję wydawanego po 1982 roku „Przeglądu Tygodniowego”. Pierwszy numer „Przeglądu” ukazał się 20 grudnia 1999 roku. Na łamach pisma przedstawiane są problemy społeczno-polityczne, gospodarcze oraz najważniejsze wydarzenia kulturalne. Na stronach tygodnika mieszczą się liczne felietony, reportaże interwencyjne, aktualne publicystyka i opinie intelektualistów, autorzy wiele uwagi poświęcają najnowszej historii Polski. „Przegląd” bierze udział w licznych kampaniach medialnych, patronuje akcjom społecznym, edukacyjnym i ekonomicznym, a także wydarzeniom kulturalnym, koncertom, wystawom i inicjatywom artystycznym. Numer 1000 ukazał się 4 marca 2019 roku.
Wydawca tygodnika, Fundacja Oratio Recta, publikuje także książki, przede wszystkim o tematyce historycznej.

## Profil redakcyjny
Tygodnik niezwiązany jest z żadną partią polityczną ani grupą kapitałową, ma charakter lewicowy, świecki i proeuropejski. Zespół redakcyjny prezentuje w nim opinie, które stają w obronie norm demokratycznych, praw kobiet, mniejszości oraz są przeciwstawne nietolerancji i ksenofobii. Redakcja pisma krytycznym okiem patrzy na działania hierarchów Kościoła katolickiego oraz popiera rozdział Kościoła od państwa.

## Zespół redakcyjny
Redaktorem naczelnym pisma od początku działalności jest Jerzy Domański, jego zastępcami są Paweł Dybicz, Robert Walenciak i Joanna Wielgat. Sekretarzem redakcji jest Agata Gogołkiewicz, a jej zastępczynią Aleksandra Pańko. Na łamach tygodnika publikują lub publikowali m.in.: Krzysztof Daukszewicz, Wojciech Jaruzelski, Monika Jaruzelska, Longin Pastusiak, Jerzy Urban, Janusz Rolicki, Bogusław Liberadzki, Paweł Bożyk, Edward Etler, Piotr Gadzinowski, Adam Gierek, Krystyna Kofta, Grzegorz Kołodko, Leszek Konarski, Wiesław Kot, Jerzy Krasuski, Piotr Kuncewicz, Roman Kurkiewicz, Stanisław Lem, Jan Ordyński, Tadeusz Iwiński, Tomasz Jastrun, Aleksander Małachowski, Edward Mikołajczyk, Bronisław Łagowski, Katarzyna Piekarska, Maciej Polkowski, Ludwik Stomma, Piotr Szumlewicz, Anna Tatarkiewicz, Krzysztof Teodor Toeplitz, Bronisław Tumiłowicz, Robert Walenciak, Jan Widacki, Andrzej Romanowski, Andrzej Szahaj, Wojciech Kuczok, Jakub Dymek, Przemysław Witkowski, Robert Biedroń, Agnieszka Wolny-Hamkało i Tadeusz Zieliński.